# 刘恢 (刘宋)
刘恢（？—454年），字景度，刘宋宗室，宋武帝刘裕第六子南郡王劉義宣的长子。
刘恢在十一岁时担任给事中，封世子。刘義宣為荊州刺史，常在都城常住。宋文帝想让他回荆州，以刘恢為河東太守，加寧朔將軍。徵召為黃門侍郎。刘劭弒立，刘恢為侍中。刘義宣起義，刘劭把刘恢和他弟弟刘恺、刘惔、刘悰、刘憬、刘𢚝交给散騎郎沈煥防守。沈煥有歸順刘義宣之意，刘劭令沈煥殺刘恢等。沈煥于是放了刘恢等。刘恢至新亭，宋孝武帝任命他为侍中、散騎常侍、西中郎將、湘州刺史。刘恢藏江寧民陳銑家，有人告发，交给廷尉。刘恢子刘善藏，與刘恢、刘恺、刘惔、刘惇在江宁墓所一起被赐死。